# فراح
فراح هي ممثلة هندية، ولدت في 9 ديسمبر 1968 بحيدر آباد في الهند.

## وصلات خارجية
- فراح على موقع IMDb (الإنجليزية)
- فراح على موقع أول موفي (الإنجليزية)
- فراح على موقع قاعدة بيانات الفيلم (الإنجليزية)
- فراح على موقع كينوبويسك (الروسية)